# Robert Butler
Robert Butler (17. listopadu 1927, Los Angeles Kalifornie – 3. listopadu 2023, Los Angeles Kalifornie) byl americký filmový a televizní režisér, a držitel ceny Emmy. Na přelomu 60. a 70. let režíroval čtyři filmy pro studio Walta Disneye a kromě toho mnoho televizních epizod pro různé seriály.

## Kariéra
Butler pracoval nejprve jako inspicient a asistent, později odstartoval kariéru režiséra v seriálech The Untouchables, Dr. Kildare, The Dick Van Dyke Show, Uprchlík nebo Pásmo soumraku. Kromě toho režíroval pilotní díly pro seriály Star Trek (epizoda „Klec“), Hogan's Heroes, Batman, The Blue Knight, Poldové z Hill Street, Remington Steele (byl také spoluautorem), Moonlighting, Sisters a Nový Superman. Později režíroval jednotlivé epizody seriálů Kung Fu, Colombo, Sirény, Bílá míle nebo Strážkyně zákona.
Butler získal dvě ceny Emmy za vynikající režii, první v roce 1973 za práci na pilotním dílu seriálu The Blue Knight, druhou roku 1981 za pilotní díl seriálu Poldové z Hill Street.
Ve filmové branži Butler debutoval v roce 1969 dobrodružným snímkem Guns in the Heather, později následovali další nepříliš úspěšní snímky The Ultimate Thrill (1974), Hot Lead and Cold Feet (1978), Night of the Juggler (1980), Underground Aces (1981), Boj na řece (1984) a Turbulence (1997).